# Душан Каназир
Душан Каназир (Мошорин, 28. јун 1921 — Београд, 19. септембар 2009) био је српски молекуларни биолог и академик.

## Биографија
Рођен у Мошорину 28. јуна 1921. као син Тодора–Тоше, берберина. Родитељи су 1925. прешли у Нови Сад, где је отац добио посао у Банској управи и Женској учитељској школи. Душан се школовао у Новом Саду и матурирао 1940. у II мушкој гимназији. После рата прешао је у Београд. Студирао је медицину у Паризу (1945–49), а дипломирао је у Београду 1949. године. Докторирао је 1955. године у Бриселу у области физиолошких наука. Постдокторске студије обавио је у САД.
Душан Каназир је био професор по позиву у Америци, Белгији и Јапану. Као угледан научник биран је у многе значајне форуме и обављао је више одговорних функција. Био је министар за науку и технологију републике Србије од 1996–1998. године. Као академик биран је за потпредседника (1971–81) и председника (1981–94) САНУ. Био је члан многих најугледнијих међународних асоцијација.
Он је био иницијатор оснивања нове студијске групе Молекуларна биологија и физиологија, 1972. године, на Одсеку за биологију ПМФ Универзитета у Београду, данашњи Биолошки факултет. Био оснивач и први шеф Катедре за биохемију и молекуларну биологију на истом одсеку. Каназир је позивао најпознатије светске научнике да држе предавања у Београду и пренесу своја искуства српским студентима.
Основао је Лабораторију за биологију (данас Лабораторија за молекуларну биологију и ендокринологију) у Институту за нуклеарне науке „Винча“, 1949. године.
Истраживања академика Каназира била су усмерена претежно на изучавање биолошких функција и метаболизма нуклеинских киселина; процеса мутагенезе изазваним зрачењем или факторима животне средине; на процесе транскрипције, транслације и посттранслационих модификација и на изучавање могућности исправке грешака у молекулу ДНК односно оштећеном геному, као и могућности опорављања организама после зрачења, од бактерија па до сисара. У каснијој фази свог научног рада, Каназир је истраживања усмерио на изучавање молекуларне биологије стреса и улоге стреса у настанку канцера и кардиоваскуларних обољења.
Објавио је преко 450  радова у земљи и свету. Био је ментор или члан комисије у одбрани преко 40 магистарских и докторских теза.
Преминуо је 19. септембра 2009.
Поводом 100 година од његовог рођења у САНУ је 15. децембра 2021. одржан свечани скуп.

## Награде
- Награда Браћа Карић (1999)
- Седмојулска награда
- Награда АВНОЈ-а
- Орден рада III реда
- Орден рада са црвеном заставом
- Орден заслуга за народ са златном звездом
- Орден братства и јединства
- Орден командира Легије части[3]

## Галерија
- Душан Каназир
- Душан Каназир и Александар Деспић
- Душан Каназир и Александар Деспић
- Душан Каназир, Александар Деспић и Драгослав Срејовић
- Душан Каназир и Александар Деспић на Скупштини оснивача САНУ 1989. године
- Душан Каназир и Александар Деспић на Скупштини оснивача САНУ 1989. године